# TOKYO FM ホリデースペシャル
『TOKYO FM ホリデースペシャル』（とうきょうエフエムホリデースペシャル）は、エフエム東京で祝日に放送される特別編成番組枠である。

## 概要
放送は、月曜日から金曜日の祝日、午前11時30分から午後7時（スペシャル編成時は午前8時55分から午後9時まで）の間で編成される。また、祝日においても通常のワイド番組を編成する場合、通常のワイド番組を枠拡大する場合があるため、ホリデースペシャルが祝日においても編成されない場合がある。

## 放送された番組

### 2017年
- 2017年1月9日（月）成人の日
  - 11:30-13:55 TOKYO FM ホリデースペシャル ランドセルは海を越えて presents ONE FOR ONE（中西哲生・高橋万里恵）
  - 14:00-16:50 TOKYO FM ホリデースペシャル（ケリー隆介）
- 2017年3月20日（月）春分の日
  - 11:30-16:50 TOKYO FM ホリデースペシャル YKK AP presents OPEN the WINDOW（皆藤愛子）
- 2017年5月3日（水）憲法記念日
  - 11:30-12:00 TOKYO FM ホリデースペシャル キリン メッツ コーラ presents TRY AGAINドラマ 取り戻せ、あの頃のオレ/ワタシ（マンボウやしろ・浜崎美保・高橋万里恵・芦沢ムネト）
  - 12:00-13:55 TOKYO FM ホリデースペシャル キリン メッツ コーラ presents FLASH BACK SONG on BINGO（高橋万里恵・マンボウやしろ）
  - 14:00-16:50 TOKYO FM ホリデースペシャル キリン メッツ コーラ presents FLASH BACK SONG（浜崎美保・芦沢ムネト）
- 2017年5月4日（木）みどりの日
  - 11:30-13:00 TOKYO FM ホリデースペシャル 映画「SING」大ヒット記念「SING A SONG」（住吉美紀・蔦谷好位置）
  - 13:00-14:50 TOKYO FM ホリデースペシャル EARTH DAY LIVE 2017 （中村亜裕美・ケリー隆介）
  - 15:00-16:50 TOKYO FM ホリデースペシャル 太田胃散 presents 内山理名のSweet Life（内山理名）
- 2017年5月5日（金）子どもの日
  - 11:30-13:00 TOKYO FM ホリデースペシャル Song for Children supported by キヤノンマーケティングジャパン（内田恭子）
  - 13:00-14:55 TOKYO FM ホリデースペシャル スポーツのすゝめ（GAKU-MC・中西哲生）
  - 15:00-16:50 TOKYO FM ホリデースペシャル 川口技研 presents こどもの日 KEEP IT UP!（ユージ）
- 2017年7月17日(月) 海の日
  - 8:55-11:00 TOKYO FM ホリデースペシャル Blue Ocean 海旅 Special supported by クルーズプラネット（住吉美紀）
  - 11:30-14:55 菌活 Project 2017 Summer Breeze Songs presented by ホクト（茂木淳一・高橋万里恵） 
  - 15:00-16:50 TOKYO FM ホリデースペシャル ニッポンハム presents TOKYO OUTDOOR COUNCIL（小宮山雄飛・川瀬良子） 
  - 17:00-19:00 TOKYO FM ホリデースペシャル 高橋みなみのこれからサマーソングBINGOでちゅー!! supported by マウスコンピューター（高橋みなみ・西脇資哲・乃木坂46　白石麻衣・西野七瀬・齋藤飛鳥・生田絵梨花）
- 2017年8月11日（金）山の日
  - 6:00-9:00 速水健朗のクロノス・フライデー（速水健朗・高橋万里恵）※通常編成時より5分延長して放送
  - 9:00-11:00 ホリデースペシャル 菌活 Project 2017 Enjoy Summer Drive presented by ホクト（高橋万里恵）
  - 11:30-14:55 TOKYO FM ホリデースペシャル “夏を、遊びツクセ!”～PLAY IT OUT SUMMER～ Supported by NEW 日産エクストレイル（武井壮・仲川希良）
  - 15:00-16:55 TOKYO FM ホリデースペシャル YOIMACHI BREEZE （佐々木クリス）
- 2017年9月18日（月）敬老の日
  - 11:30-13:00 TOKYO FM ホリデースペシャル オープンハウス presents 東京スミさんぽ （住吉美紀）
  - 13:00-14:55 TOKYO FM ホリデースペシャル Groove Navigation （ケリー隆介）
  - 15:00-16:50 TOKYO FM ホリデースペシャル 三菱電機 presents 星に願いを～satellite girls,LIFT OFF!!!!～（中川翔子・花澤香菜・渡部潤一）
- 2017年10月9日（月）体育の日
  - 11:30-12:50 TOKYO FM ホリデースペシャル LOVE CONNECTION Holiday Edition（LOVE）※FM OH!ネットなし、TOKYO FMローカル
  - 12:50-13:00 あぐりずむ（川瀬良子）
  - 15:00-16:50 TOKYO FM ホリデースペシャル Amazon Prime Video「戦闘車」がスゴイらしい!? SP （遠山大輔・堤友香）
  - 17:00-19:00 パイレーツ・オブ・カリビアン 最後の海賊 Movie Nex 発売記念 Skyrocket Companyホリデースペシャル （マンボウやしろ・浜崎美保）
- 2017年11月3日（金）文化の日
  - 11:30-13:30 TOKYO FM ホリデースペシャル「お願い!DJ和 ラブとポップ祭り」（DJ和・瀬戸真矢）
  - 13:30-13:55 FamilyMart presents 松任谷正隆の明日もありがとう。（松任谷正隆・BENI）
  - 13:55-14:00 ドライバーズ・インフォ（中村亜裕美）
  - 14:00-14:25 antenna* TOKYO ONGOING（田中みな実・小宮山雄飛）
  - 14:25-14:30 ドライバーズ・インフォ（中村亜裕美）
  - 14:30-14:55 ブリアサヴァランの食卓（小山薫堂）
  - 14:55-15:00 MY OLYMPIC α（荒川静香）
  - 15:00-15:24 RIP SLYME SHOCK THE RADIO powered by G-SHOCK（RIP SLYME）
  - 15:24-15:30 感じて、漢字の世界（再）（山根基世）
  - 15:30-16:00 Tokyo Midtown presents The Lifestyle MUSEUM（ピーター・バラカン・中村亜裕美）
  - 16:00-19:00 NISSAN presents FM Festival 2017 未来授業 ～明日の日本人たちへ～AIは産業・社会の何を変えるのか?～（茂木健一郎・ケリー隆介）
    - 16:00-19:00に「FM Festival 2017 未来授業」を放送するため、この時間帯に放送しているレギュラー番組を13:30-16:00に前倒しして放送。
- 2017年11月23日（木）勤労感謝の日
  - 11:30-12:55 TOKYO FM ホリデースペシャル POLA presents White Studio ～これからだ、私～（はな）
  - 12:55-13:00 ドライバーズ・インフォ（今井広海）
  - 13:00-14:55 TOKYO FM ホリデースペシャル POLA presents White Studio ～これからだ、私～（はな）
  - 15:00-16:50 TOKYO FM ホリデースペシャル POLA presents White Studio ～これからだ、私～（はな）

### 2018年
- 2018年1月1日（月）元日
タイムテーブル上では通常編成
  - 6:00-8:55 中西哲生のクロノス（中西哲生・高橋万里恵）
  - 8:55-11:00 Blue Ocean（住吉美紀）
  - 11:30-13:00 LOVE CONNECTION -Holiday Eddition-（LOVE）※FM OH!ネットなし、TOKYO FMローカル
  - 13:00-14:55 高橋みなみの これから、何する?（高橋みなみ・遠山大輔）
  - 15:00-16:50 シンクロのシティ （堀内貴之・MiO）
  - 17:00-19:00 Skyrocket Company（マンボウやしろ・浜崎美保）

- 2018年1月8日（月）成人の日
  - 11:30-14:00 TOKYO FM ホリデースペシャル クラレ ランドセルは海を越えて presents 未来へのキックオフ!（中西哲生・高橋万里恵）※丸ビルからの公開生放送
  - 14:00-14:55 yes!～明日への便り～特別番組 「オードリー・ヘップバーンが教えてくれる、明日へのyes!」（長塚圭史・常盤貴子）
  - 15:00-16:50 カップdeヤクルト presents Skyrocket Company ホリデースペシャル（マンボウやしろ・浜崎美保）
  - 17:00-19:00 TOKYO FM ホリデースペシャル 青春ソングBINGOでチュー！Supported by マウスコンピューター（西脇資哲・武井壮・乃木坂46 大園桃子・久保史緒里・山下美月・与田祐希）